# Kriegsgefangenenlager Wieselburg

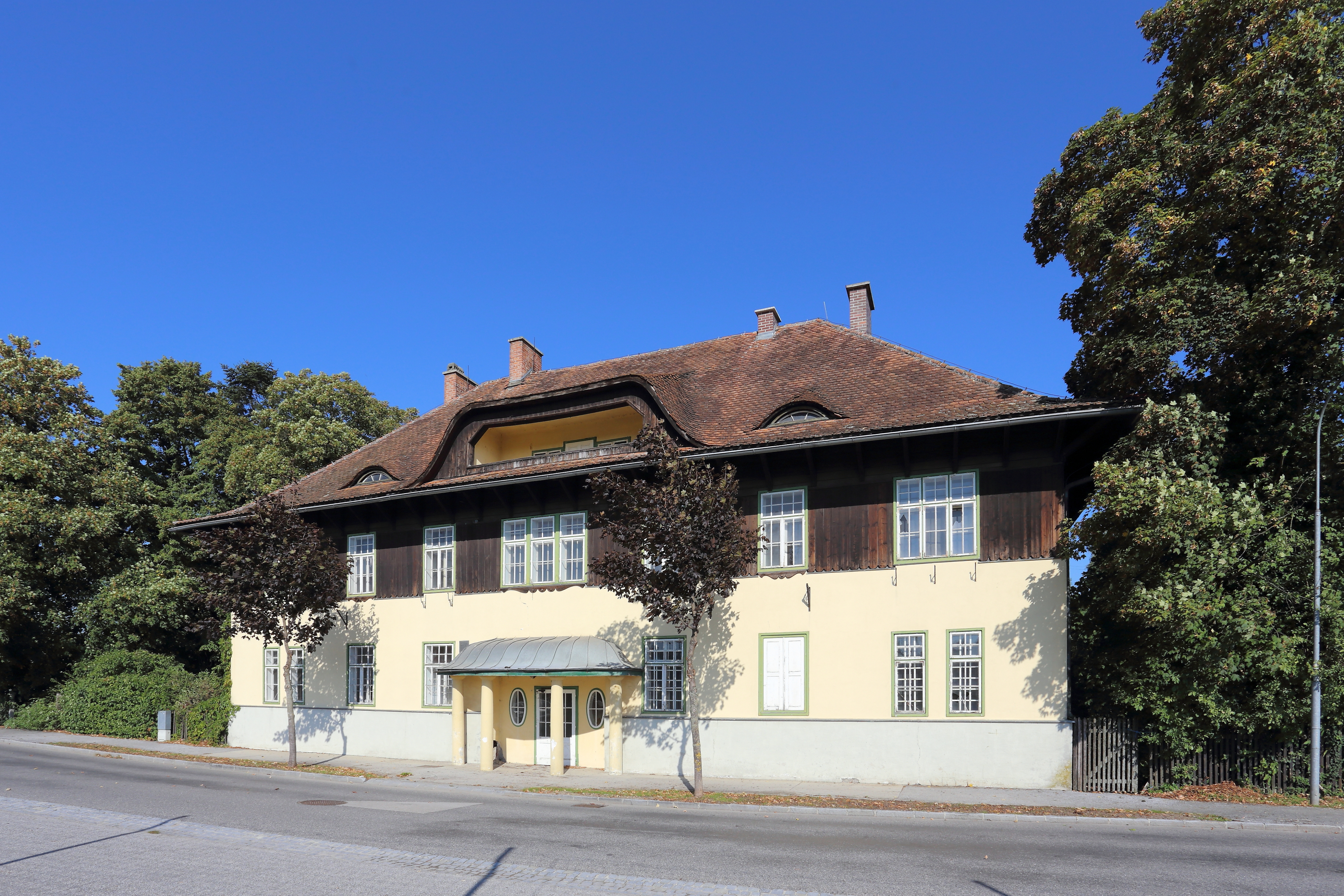
Ehemaliges Kommando- bzw. Hauptgebäude des Kriegsgefangenenlagers

Das Kriegsgefangenenlager Wieselburg in Wieselburg war ein Kriegsgefangenenlager der Donaumonarchie während des Ersten Weltkriegs.
Es bestand zwischen 1915 und 1918 am Weitfeld im Ortsteil Zeil. Bis zu 60.000 Mann Gefangene, überwiegend Russen und Italiener, waren darin untergebracht.

## Geschichte
Die Militärbauleitung wählte, neben anderen Standorten, auch Wieselburg und Purgstall aus, um dort zwei große und ein kleines Kriegsgefangenenlager zu errichten. Die Orte wurden gewählt, da es dort eine Eisenbahnverbindung gab und ein Fluss (die Große Erlauf) mit ausreichend Wasser vorhanden war. Zusätzlich war die Grundablöse dort relativ einfach durchzuführen, da in beiden Orten große Grundstücke im kaiserlichen beziehungsweise herrschaftlichen Besitz waren. 
In Wieselburg wurde im Jahr 1915 auf einer Fläche von 102 Hektar, zu beiden Seiten der Großen Erlauf, ein Lager mit 684 Einzelobjekten für 57.000 Mann errichtet. Dieses hätte in einer weiteren Ausbaustufe, zu der es jedoch nicht mehr kam, für bis zu 64.000 Gefangene ausgebaut werden sollen. Im Purgstaller Ortsteil Schauboden errichtete man ab dem 7. April 1915 auf einer Fläche von 50 Hektar ein Lager für 24.500 Mann mit 361 Einzelobjekten. Zusätzlich errichtete man in Mühling eine Station für kriegsgefangene Offiziere. Die Kriegsgefangenen waren anfangs in provisorischen Unterkünften untergebracht und arbeiteten beim Aufbau des Lagers mit. Nachdem die Holzbaracken mit einem Fassungsvermögen von je 200 Mann errichtet worden waren, wurden sie in diesen untergebracht. 
Zwischen 1915 und 1918 befanden sich knapp 80.000 Kriegsgefangene und hunderte k.u.k. Soldaten, die für die Bewachung und Verwaltung in den Lagern zuständig waren, im Erlauftal. Nach Aussage von zivilen und militärischen Sachverständigen zählten die drei Lager zu den am besten eingerichteten der Monarchie. Selbst die Versorgung der Gefangenen war, den Umständen der Zeit mit ihren wirtschaftlichen Engpässen und der Nahrungsmittelknappheit entsprechend, angemessen. Das darf jedoch nicht darüber hinwegtäuschen, dass die fremden Soldaten Gefangene waren, die auf engem Raum, mit einfacher und geringer Verpflegung auskommen mussten und weit entfernt von ihrer Heimat interniert waren.